# Kleinsporige kogelschieter
De kleinsporige kogelschieter (Pilobolus roridus) is een schimmel behorend tot de familie Pilobolaceae. Deze coprofiele saprotroof komt voor  op relatief verse mest van herbivoren (bv koeien, paarden, varkens, enz). Het hele jaar door te vinden als er vocht beschikbaar is.

## Kenmerken
Het vruchtlichaam is 5-11 mm hoog, voortkomend uit een basale, gelige, hyfe-zwelling, d.w.z. een trofocyst, waarbij de laatste zich uitstrekt tot een draadvormige, hyaliene steel, geelachtig aan de top als hij jong is, later opgezwollen tot een eivormig hyaliene blaasje, dat zich op volwassen leeftijd vormt een klein zwart apicaal sporangium.
De sporen zijn ellipsvormig-langwerpig, glad, dunwandig, lichtgrijs gemonteerd in KOH en meten 5,0-7,0 x 3,0-3,5 µm.

## Verspreiding
In Nederland komt de kleinsporige kogelschieter uiterst zeldzaam voor.

## Foto's

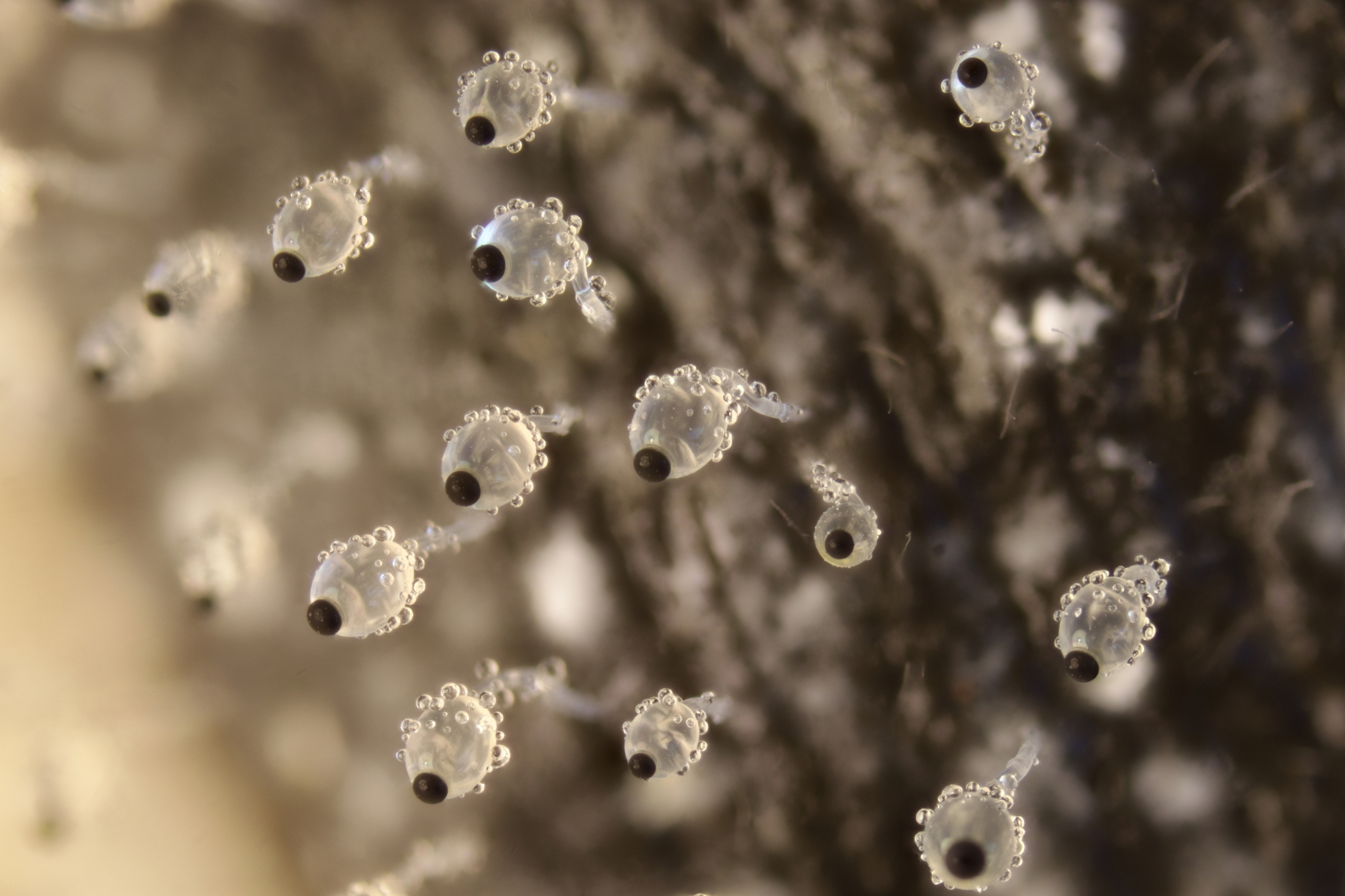
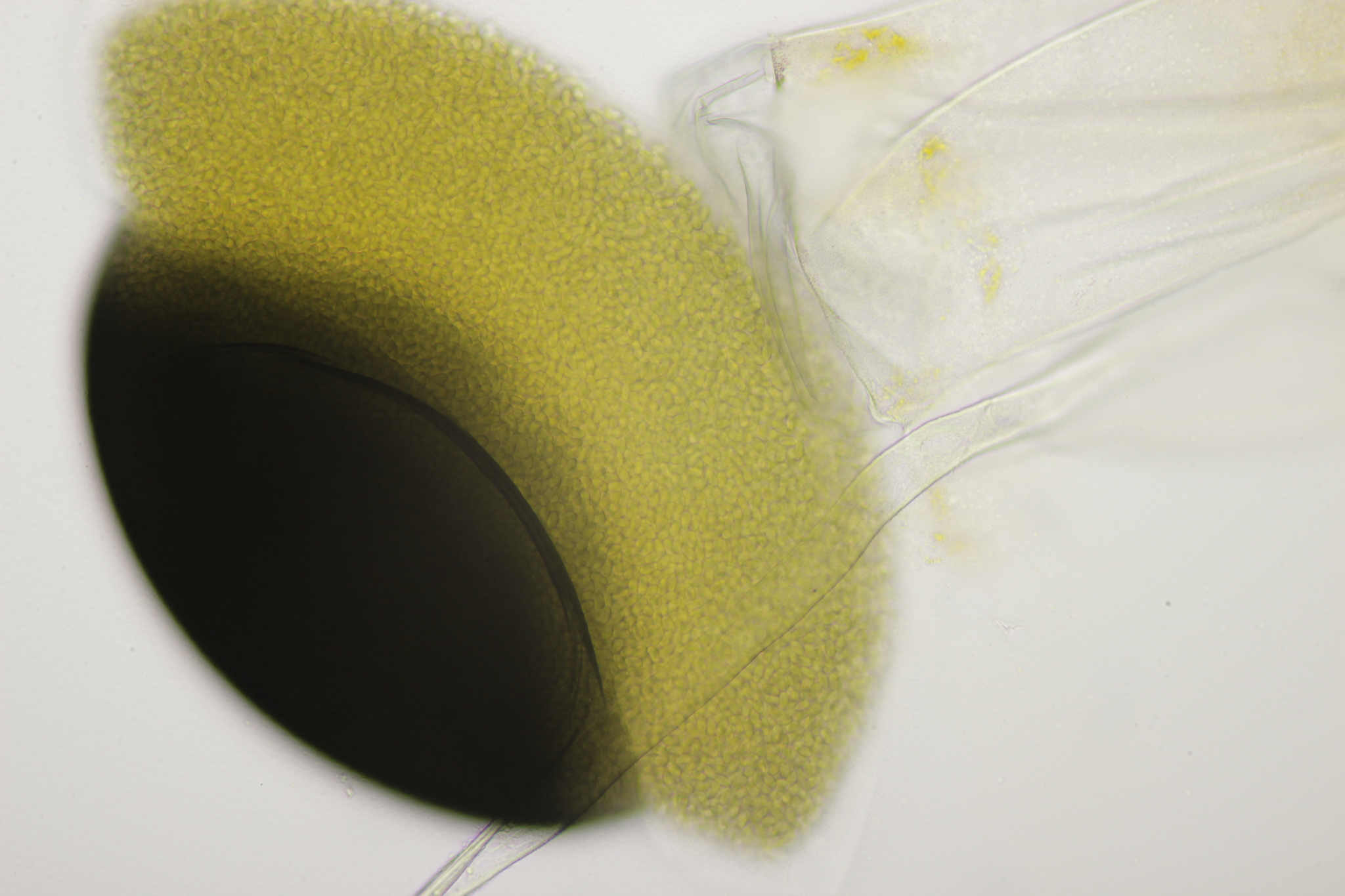
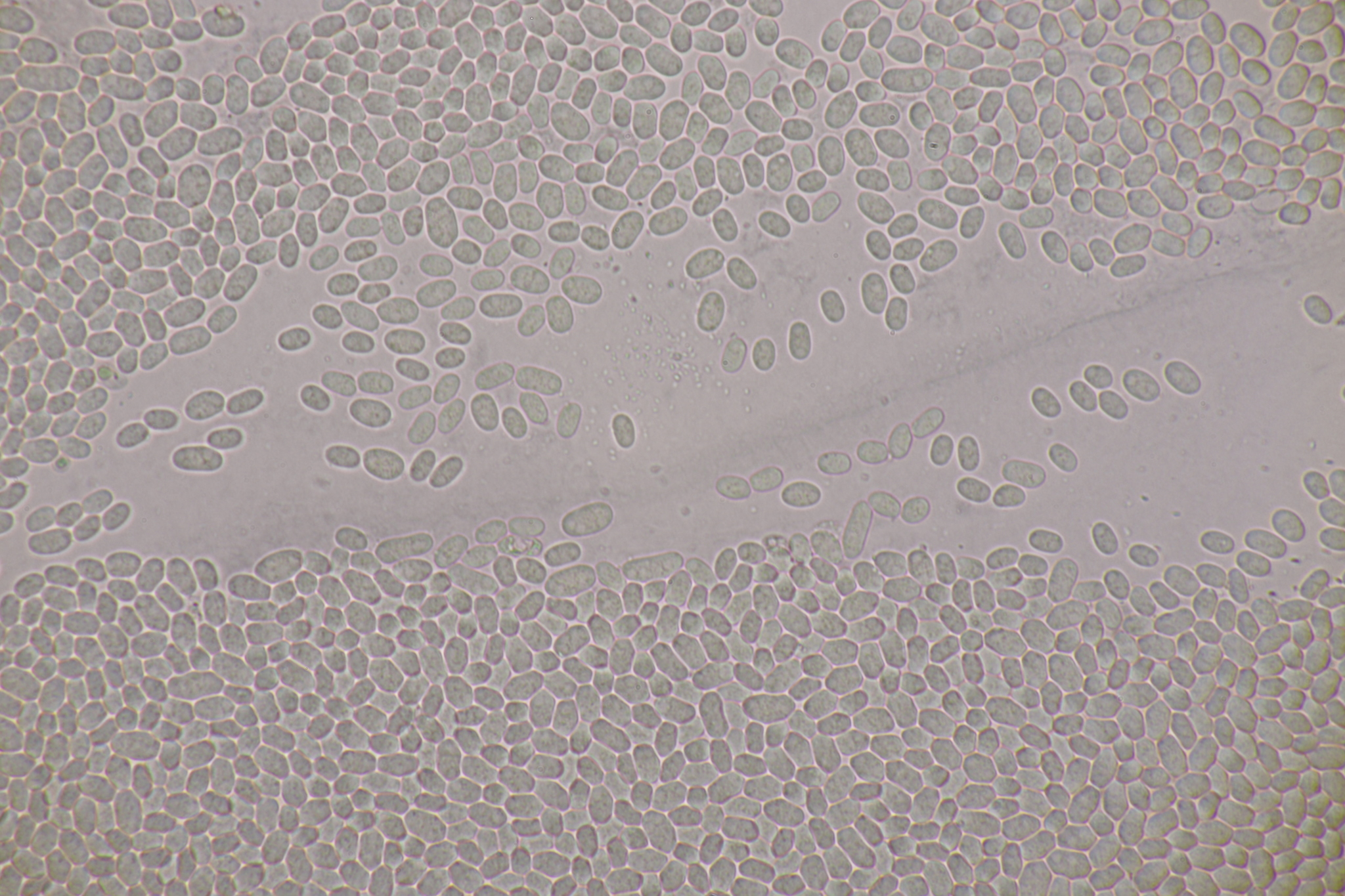
Sporen